# Geodezija
Geodezija je znanost koja se bavi izmjerom i kartiranjem Zemljine površine i promatranjem njenog gravitacijskog polja i geodinamičkih pojava kao: pomicanjem polova, plimom i osekom, te gibanjem zemljine kore u trodimenzionalnom prostoru kroz vrijeme.  Osobe koje se profesionano bave geodezijom zovu se geodeti.
Slobodnim riječima možemo reći da je geodezija znanost koja se bavi izmjerom zemljine površine te prikazivanjem te površine izradom planova i karata.
Helmert je definirao geodeziju kao znanost koja se bavi izmjerom i kartiranjem Zemlje, dok novije definicije obuhvaćaju proučavanje Zemljinog gravitacijskog polja, satelitska mjerenja, gibanje polova, i sl.
Osnovna podjela geodezije je na: nižu ili praktičnu i višu ili inženjersku geodeziju. Kratko rečeno, niža geodezija ne uzima u obzir zakrivljenost Zemlje, dok viša geodezija uzima u obzir zakrivljenost Zemlje.
Neke od osnovnih grana geodezije su: katastar, inženjerska geodezija, satelitska geodezija i navigacija, fizikalna geodezija, primijenjena geodezija, geodetska astronomija, kartografija i kartografske projekcije, geoprostorni informacijski sustavi i baze podataka itd.
Najpoznatiji geodet (uz to i matematičar, fizičar) je C. F. Gauss. On je poznat po svojoj projekciji i radio je izmjeru i kartiranje Berlina.

## Povijest geodezije
Povijest geodezije započinje u antici, no najveći razvoj dogodio se u doba prosvjetiteljstva.
Rana razmatranja oblika Zemlje dovela su do zaključka da je Zemlja ravna ploča, a da je nebeski svod fizički objekt rasprostranjen nad njom. Dva rana argumenta u korist Zemlje oblika kugle bili su činjenica da pri pomrčini Mjeseca Zemlja na nj baca okruglu sjenu, što je moguće samo ako je Zemlja kugla, te da se Sjevernjača s južnijih lokacija vidi niže na nebu.

### Antička Grčka
Grci u doba antike imali su dvije glavne zamisli o obliku Zemlje: Homerov ravan disk i Pitagorinu kuglu. Aristotel je kasnije podržao Pitagorino stajalište. Pitagora je bio matematičar, te je smatrao da je najsavršeniji oblik kugla. Zaključio je da bi bogovi koristili savršeni oblik, te je stoga Zemlja napravljena u obliku kugle. Anaksimen je vjerovao da je Zemlja oblika pravokutnika.
Budući da je oblik kugle bio tada široko prihvaćen, uslijedila su mjerenja čiji je cilj bio ustanoviti dimenzije Zemlje. Platon je od oka procijenio da opseg Zemlje (u stvarnosti malo više od 40000 kilometara) iznosi 400000 stadija (između 62800 i 74000 km, zavisno o veličini stadija), dok je Arhimed izračunao 300000 stadija (48300 km), koristeći helenski stadij, za koji se danas drži da je iznosio 185 metara.

### Helenističko razdoblje
U Egiptu, grčki matematičar i filozof Eratosten (276 - 195 pr. n. e.) je napravio kvalitetnija mjerenja. Čuo je da na dan ljetnog suncostaja, najdulji dan u godini, Sunce u podne osvijetli dno dubokog bunara u Sijeni. Ustanovio je da u tom istom trenutku Sunce u Aleksandriji nije točno u zenitu, već baca sjenu pod kutom jednakim pedesetom dijelu kruga (7°12´). Tim činjenicama, Eratosten je pridodao nekoliko saznanja "zdravog razuma":
1. Na dan ljetnog solsticija, na Rakovoj obratnici, Sunce u podne prolazi kroz zenit
2. Sijena se nalazi na Rakovoj obratnici
3. Aleksandrija se nalazi točno sjeverno od Sijene
4. Sunce je prilično daleko od Zemlje (1 aj)

Prema legendi Eratosten je poslao nekoga da otpješači od Aleksandrije do Sijene da bi izmjerio udaljenost, za koju se ispostavilo da iznosi 500 stadija, tj. oko 925 km. Eratosten je stoga zaključio da, jer je otklon Sunca u Aleksandriji od zenita jednak luku između Aleksandrije i Sijene po Zemljinoj površini, udaljenost između Aleksandrije i Sijene mora biti 1/50 opsega Zemlje, koji bi dakle iznosio 50 × 5000 = 250 tisuća stadija. Stvarni ekvatorijalni opseg Zemlje iznosi 40075.16 km, a opseg preko polova iznosi 40008 km. Veličina Eratostenovog stadija danas nije zasigurno poznata, no neki smatraju da se radilo o helenističkom stadiju od 185 m.
Da je pokus izveden prema danom opisu, ne bi bilo neobično da se slagao sa stvarnom situacijom. Međutim, rezultat pokusa bio je prevelik za 0.4%. Eratostenova mjerenja bila su neispravna iz nekoliko razloga:
1. Iako je Sunce na Rakovoj obratnici u zenitu u podne na dan ljetnog solsticija, Sijena se nije nalazila na obratnici. Rakova obratnica je tada bila na geografskoj širini od 23°43´, a Sijena se nalazila oko 40 km sjevernije.
2. Luk između Aleksandrije (31.2°N) i Sijene (24.1°N) iznosi 7.1, a ne 7.2 stupnja. Eratosten je možda zaokružio na 7.2 jer je to točno pedeseti dio punog kruga.
3. Stvarna udaljenost Sunca u podne od zenita u Aleksandriji je iznosila 31°12´- 23°43´= 7°29´, što je otprilike 1/48, a ne 1/50 punog kruga. Ta pogreška je vjerojatno uzrokovana korištenjem gnomona, koji ne mjeri središte Sunčevog diska, već njegov gornji rub, uzrokujući pogrešku od 16 kutnih minuta.
4. Najveća pogreška bila je uzrokovana procjenom kilometarske udaljenosti između Aleksandrije i Sijene (ili stvarne Rakove obratnice, koja se nalazila malo južnije). Dotična je najveći dio ukupne pogreške u Eratostenovoj procjeni.

Sličan pokus je kasnije obavio starogrčki znanstvenik Posejdonije, koji je primijetio da se zvijezda Canopus ne vidi na noćnom nebu u većem dijelu Grčke, ali je katkad uočljiva na horizontu na otoku Rodosu. Posejdonije je navodno izmjerio visinu Canopusa na nebu u Aleksandriji i dobio 1/48 punog kruga. Kao udaljenost Aleksandrije od Rodosa uzeo je 5000 stadija, pa je opseg Zemlje procijenio na 240000 stadija. Neki znastvenici smatraju da je ta procjena prilično precizna čistom slučajnošću, jer su se dvije znatne greške poništile. Oba mjerenja visine Canopusa bila su promašena za više od jednog stupnja, te je Posejdonijev "pokus" možda bio tek recikliranje Eratostenovog rezultata, s tim da je brojka od 1/50 punog kruga promijenjena na ispravnu 1/48. On ili neki njegov sljedbenik kasnije je promijenio procjenu kilometarske udaljenosti da se složi s Eratostenovom procjenom od 3750 stadija između Aleksandrije i Rodosa, te je Posejdonijeva konačna procjena opsega iznosila 180000 stadija (48 puta 3750; 33336 km). Ovaj iznos je sumnjivo blizu iznosu dobivenom jednim drugim grčkim pokusom, koji je uključivao mjerenje vremena proteklog između zalazaka Sunca na raličitim nadmorskim visinama. Taj pokus je davao neispravne zaključke jer nije uzimao u obzir atmosfersku refrakciju.
Ptolomej koristio je oba spomenuta iznosa opsega Zemlje: 252000 stadija u Almagestu, te 180000 stadija u Geografiji. Dotična promjena usred njegove karijere uzrokovala je znatnu promjenu procjene kilometarske duljine jednog stupnja geografske duljine u Sredozemnom moru u Geografiji. To znači da je Ptolomej uračunao nova saznanja o veličini Zemlje, a ne promjenu u dogovorenoj duljini stadija.

### Drevna Indija
Indijski matematičar Aryabhata (476 - 500 poslije Kr.) bio je jedan od prvih znanstvenika koji su primijenili matematiku u astronomiji. U svome dijelu Āryabhaṭīya opisuje Zemlju kao kuglu koja se okreće oko svoje osi. Āryabhaṭīya se dijeli na četiri dijela, s naslovima: Gitika, Ganitha (matematika), Kalakriya (znanost o vremenu) i Gola (nebeski svod). Otkriće da se Zemlja okreće oko svoje osi sa zapada prema istoku opisano je u poglavljima Gitika 3,6; Kalakriya 5; i Gola 9,10. Primjerice, sljedećom analogijom Aryabhata je pokazao kako je najočitije kretanje nebeskih tijela tek privid (Gola 9):
Kao što se putniku na brodu koji se kreće nizvodno čini da se nepokretno [drveće na obalama rijeke] kreće uzvodno, tako se i promatraču na Zemlji čini da se nepokretne zvijezde kreću prema zapadu, sve istom brzinom [kojom se Zemlja okreće sa zapada na istok].
U Āryabhaṭīyi je također izračunat opseg Zemlje s pogreškom od samo 1%. Aryabhata je procijenio veličinu orbita planeta kao proporcionalnu trajanju njihovih revolucija (okreta oko Sunca). Isto je ispravno objasnio prirodu pomrčina Sunca i Mjeseca, te da je Mjesečevo svjetlo reflektirano Sunčevo zračenje.

### Srednjovjekovna Arabija
Arapski znanstvenici, koji su bili uvjereni da je Zemlja kugla, koristili su to znanje da izračunaju udaljenost i smjer u kojem se nalazi Meka s bilo koje točke na Zemljinoj površini, što je u Islamu važno za molitvu. Arapski matematičari izumili su sfernu trigonometriju radi tih izračuna.
Oko 830. godine kalif Al-Mamun naredio je timu astronoma predvođenom Al-Hvarizmijem da odredi udaljenost od Palmire do Rake u današnjoj Siriji. Ustanovili su da su ta dva grada razdvojena jednim stupnjem geografske širine, te procijenili duljinu stupnja geografske širine na 56 2/3 arapske milje, odnosno 111,8 km. Prema tome opseg Zemlje bi iznosio 40248 km. Te vrijednosti prilično su blizu danas priznatim vrijednostima od 111,3 km i 40068 km.
Arapski astronomi i geografi poznavali su koncept magnetske deklinacije još u 15. stoljeću, kada je egipatski astronom 'Abd al-'Aziz al-Wafa'i (umro 1469./1471.) izmjerio deklinaciju od 7 stupnjeva u Kairu.

### Europa u srednjem vijeku
Revidiravši Posejdonijevu procjenu, jedan drugi grčki filozof je napisao da Zemljin opseg iznosi 33336 km. Ptolomej je popularizirao tu vrijednost svojim kartama svijeta. Njegove karte su imale velik utjecaj na kartografe u srednjem vijeku. Kristofor Kolumbo je vjerojatno koristeći se tim kartama došao do svoje zamisli da je istočna obala Azije tek 5000-6000 km zapadno od Europe.
Ptolomejevo mišljenje nije bilo univerzalno prihvaćeno; 20. poglavlje "Mandevilleovih putovanja" (oko 1357.) koristi Eratostenovu vrijednost.
Nova saznanja o veličini Zemlje nisu se pojavila sve do 16. stoljeća. Tada je flamanski kartograf Mercator načinio niz sve manjih procjena kutnih veličina Sredozemnog mora i ostatka Europe, čime je efektivno povećao procjenu veličine Zemlje.

### Novi vijek
Izum teleskopa i teodolita, te razvoj logaritmskih tablica omogućio je preciznu triangulaciju i mjerenje zakrivljenosti Zemljine površine.

### Europa
Kozmograf i istraživač Duarte Pacheco Pereira izračunao je 1505. godine duljinu jednog stupnja na meridijanu s pogreškom od samo 4%. Za usporedbu, tadašnja mjerenja su imala pogreške od 7 do 15%.
Jean Picard je izveo prvo moderno mjerenje duljine jednog stupnja meridijana u 1669. i 1670. Za mjerenje udaljenosti koristio se drvenim štapovima, mjerenje kutova obavio je teleskopom, a u izračunu je koristio logaritme. Jacques Cassini je kasnije produžio Picardov luk na sjever do Dunkerquea i na jug do granice sa Španjolskom. Cassini je podijelio izmjereni luk na dva dijela sa središtem u Parizu. Kad je izračunao duljinu stupnja geografske širine pomoću oba luka, otkrio je da je stupanj na sjevernom luku kraći od stupnja na južnom.
Taj rezultat značio bi da je zemlja rotacijski elipsoid s jednom duljom osi. Međutim, to je bilo u kontradikciji s izračunima Isaaca Newtona i Christiaana Huygensa. Newtonov zakon gravitacije predviđao je da bi Zemlja bila rotacijski elipsoid s jednom kraćom osi, čija bi spljoštenost bila 1/230.
Ovaj problem mogao se razrješiti odabirom nekolicine točaka na Zemljinoj površini i proučavanjem odnosa njihovih udaljenosti (u smjeru sjever-jug) i kutova između njihovih zenita. Na spljoštenoj Zemlji matematički je dokazivo da razmaci između paralela rastu prema polovima.
Francuska akaedmija znanosti odaslala je dvije ekspedicije. Prvu ekspediciju (1736/37.) u dolini Meänmaa u Laponiji predvodio je Pierre Louis Maupertuis. Druga ekspedicija (1735. – 1744.), pod vodstvom Pierrea Bougera, otišla je na teritorij današnjeg Ekvadora, blizu ekvatora. Njihova mjerenja podržala su ideju elipsoida s kraćom osi sa spljoštenošću od 1/210. Takva zamisao o obliku Zemlje postala je novi referentni elipsoid.

### Azija i Amerika
U Južnoj Americi Bouger je zamijetio, kao i George Everest u toku geodetskih ekspedicija u Indiji u 19. stoljeću, da se astronomska okomica često lagano naginje u smjeru velikih planinskih lanaca zbog njihovog gravitacijskog privlačenja. Budući da je ta okomica svugdje točno okomita na idealnu površinu mora (geoid), to je značilo da je oblik Zemlje još nepravilniji od rotacijskog elipsoida. Iz tih razloga mjerenje "undulacije geoida" postalo je sljedeći glavni cilj geodezije.

### 19. stoljeće
U drugoj polovici 19. stoljeća u Njemačkoj i Austro-Ugarskoj ustanovljen je Centralni ured za međunarodnu geodeziju (Zentralbüro für die internationale Erdmessung). Jedan od njegovih glavnih ciljeva bio je određivanje međunarodnog elipsoida i formule za gravitaciju koja bi bila optimalna ne samo za Europu nego i za ostatak svijeta. Taj ured bio je preteča Međunarodne geodetske zajednice (International Association of Geodesy) i Međunarodne unije za geodeziju i geofiziku (International Union of Geodesy and Geophysics), koja je osnovana 1919.
Većinu relevantnih saznanja dokučio je njemački geodet Friedrich Robert Helmert u svojem nizu knjiga "Die mathematischen und physikalischen Theorieen der höheren Geodäsie). Helmert je također i odredio prvi globalni elipsoid u 1906., s preciznošću od 100 metara (0.002% Zemljinog polumjera). Američki geodet John Fillmore Hayford odredio je u 1910. drugi globalni elipsoid baziran na izostazi kontinenata i s preciznošću od 200 m, koji je bio prihvaćen od strane IUGG kao "međunarodni elipsoid 1924."

## Vanjske poveznice
Geodetska astronomija Hrvatska tehnička enciklopedija, portal hrvatske tehničke baštine. LZMK